# خط تغذیه (شبکه)

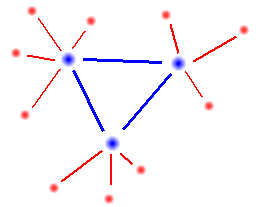
خطوط تغذیه (قرمز رنگ) ارتباط با نقاط مهم را برقرار می‌کند.

خط تغذیه (انگلیسی: Feeder line) یک شاخهٔ فرعی در شبکه است که نقاط دور یا کوچکتر را به خطوط با ترافیک بیشتر متصل می‌کند. این موضوع در هر سیستم هم‌بندی قابل اجراست.
در مخابرات، خط تغذیه شاخه‌ای از خط اصلی به ترانک است.